# شیائو جیارویشوان
شیائو جیارویشوان (انگلیسی: Xiao Jiaruixuan؛ زادهٔ ۴ ژوئن ۲۰۰۲) تیرانداز اهل چین است.
وی در مسابقات کشوری و بین‌المللی در مجموع برندهٔ ۱ مدال برنز شده‌است.